# Arklow
Arklow (in irlandese: An tInbhear Mór o anche conosciuta come Inbhear Dé, letteralmente il grande estuario) è una città dell'Irlanda nella contea di Wicklow.
Fondata nel IX secolo dai vichinghi, è stata il sito della battaglia più sanguinosa della rivolta irlandese del 1798.
È la terza città più popolosa della contea. La città sorge alla foce del fiume Avoca.